# San Jerónimo Zacualpan
San Jerónimo Zacualpan es una localidad del estado mexicano de Tlaxcala. Es cabecera del municipio de San Jerónimo Zacualpan.

## Demografía
| Censo | Población |
| ----- | --------- |
| 1995  | 3162      |
| 2000  | 3203      |
| 2005  | 3044      |
| 2010  | 3485      |
| 2020  | 4061      |